# John Campbell Bowen
John Campbell Bowen (* 3. Oktober 1872 in Metcalfe, Ontario; † 2. Januar 1957 in Edmonton, Alberta) war ein kanadischer Prediger und Politiker. Von 1937 bis 1950 war er Vizegouverneur der Provinz Alberta.

## Biografie
Bowen wuchs in Ottawa auf. Nach seiner Schulzeit studierte er am Brandon College in Brandon und an der McMaster University in Hamilton. 1906 heiratete er Edith Oliver, mit der er zwei Töchter hatte. Während seines theologischen Studiums arbeitete Bowen als Erntehelfer, nach Studienabschluss als baptistischer Prediger in Winnipeg und Manitoba.
Krankheitsbedingt musste er 1912 sein Amt als Schulratssekretär der westkanadischen Baptistenunion bereits nach einem Jahr wieder niederlegen. Danach war er in Edmonton für eine Lebensversicherungsgesellschaft tätig. Nach Ausbruch des Ersten Weltkriegs war er von 1915 bis 1918 in Feldprediger in Europa. Kurz vor Kriegsende kehrte er nach Edmonton zurück. Aufgrund seines schlechten Gesundheitszustands wegen des Kriegsdienstes wandte er sich wieder der Versicherungsbranche zu.
In den 1920er Jahren betätigte sich Bowen auch politisch. So war er Vorsitzender des Wohlfahrtsausschusses von Edmonton und 1928 erfolgloser Kandidat für das Amt des Bürgermeisters der Stadt. 1921 errang er bei der Wahl zur Legislativversammlung von Alberta einen Sitz in Edmonton. 1926 war er Vorsitzender der Alberta Liberal Party und somit Oppositionsführer. Bei den Wahlen im selben Jahr verlor er sein Mandat, 1931 trat er nochmals ohne Erfolg an. Auf Empfehlung von Premierminister William Lyon Mackenzie King wurde Bowen am 23. März 1937 zum Vizegouverneur der Provinz Alberta ernannt, die Ernennung nahm Generalgouverneur John Buchan vor.
Bowen verursachte eine Verfassungskrise, als er drei Gesetze zurückwies. Die regierende Social Credit Party of Alberta von Provinzpremierminister William Aberhart wollte die Finanzinstitute unter die Kontrolle der Provinz stellen und die Zeitungen dazu zwingen, Gegendarstellungen der Regierung zu veröffentlichen. Sowohl der Oberste Gerichtshof von Kanada als auch das Justizkomitee des britischen Privy Council (damals noch die höchste juristische Instanz) beurteilten die vorgeschlagenen Gesetze später als verfassungswidrig. 1938 drohte Bowen sogar, Aberharts Regierung abzusetzen. Er sah jedoch davon ab, da die Social Credit Party in der Bevölkerung sehr beliebt war.
1939 ernannte die University of Alberta Bowen zum Ehrendoktor der Rechtswissenschaft. Er wurde zum Ehrenoberst des Canadian Officer Training Corps ernannt und in den Order of Saint John aufgenommen. Während des Zweiten Weltkriegs verbrachte er viel Zeit damit, für Kriegsanleihen zu werben und erhielt deshalb auch in den Vereinigten Staaten mehrere Auszeichnungen. Das Amt des Vizegouverneurs übte er bis zum 1. Februar 1950 aus.
Bowen starb am 2. Januar 1957 in Edmonton und wurde auf dem Edmonton Cemetery beerdigt. Seine Amtszeit ist die längste aller Vizegouverneure von Alberta.